# Giuseppe Antonio Petrini

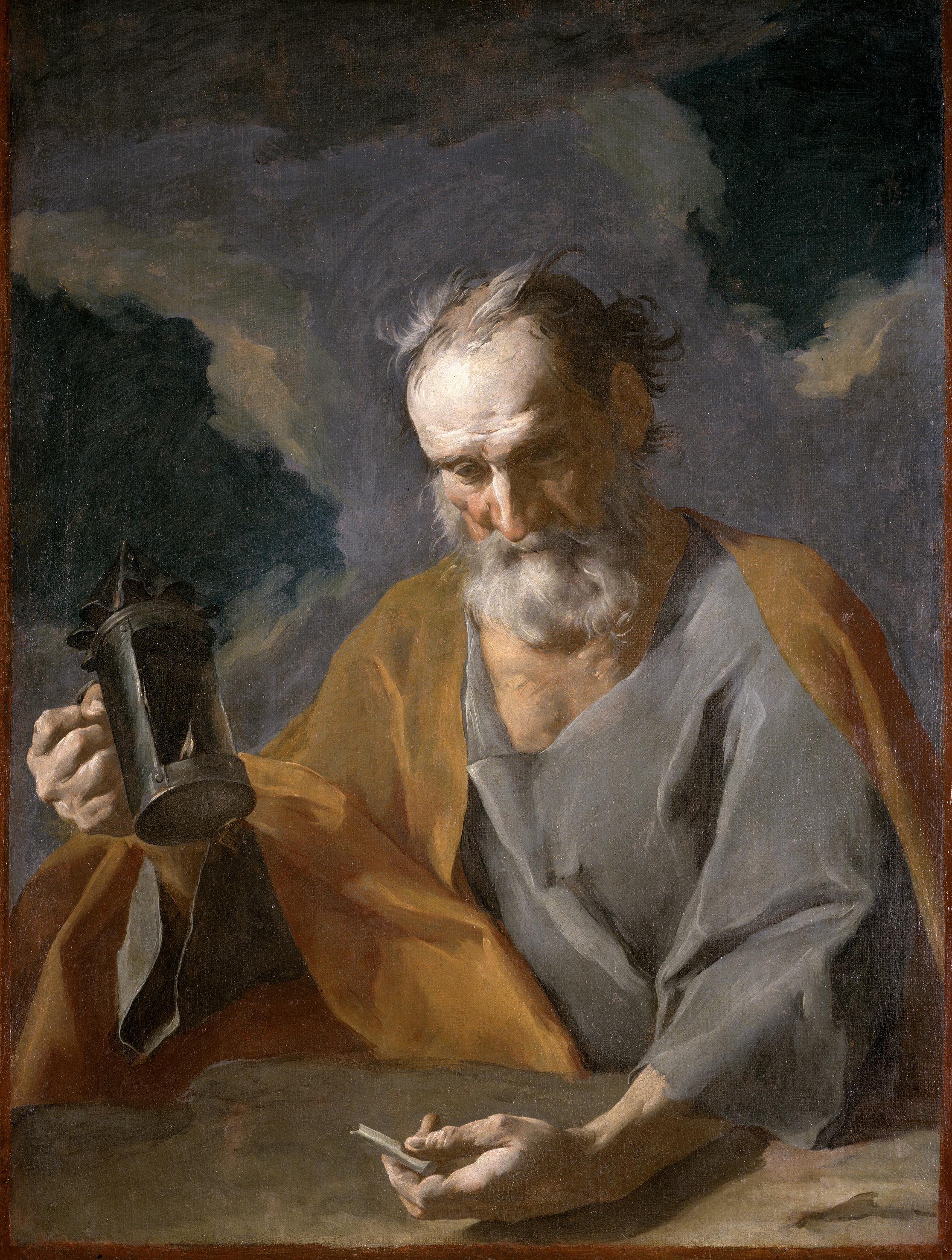
Diógenes, óleo sobre lienzo, 98 x 75,5 cm, Madrid, Museo del Prado.

Giuseppe Antonio Petrini (il Cavalier Petrini) (Carona, 1677-1757/1758) fue un pintor tardobarroco suizo.
Nacido en el cantón del Tesino, en la Suiza de habla italiana, e hijo de un escultor llamado Marco Antonio, se formó según las fuentes en Génova con Bartolomeo Guidobono. En sus primeros años hubo de conocer también la pintura de Andrea Pozzo en Turín, ciudad con la que no perdió el contacto a lo largo de su carrera posterior. En 1703 se le documenta en la Valtelina, trabajando al óleo y al fresco en la iglesia de Santos Andrés y Pedro de Dubino (altar de los mártires de Gorcum), de donde pasó a trabajar en otras poblaciones del norte de Lombardía.
En 1709 retornó a Carona donde se instaló permanentemente sin dejar de trabajar para Lombardía, el Piamonte y Lugano. Influido por el modo de vida austero de los padres somascos de Lugano, con los que mantuvo estrecho contacto, trasladó a su pintura una profunda religiosidad. Para ellos pintó en 1713 y 1746 cuatro cuadros destinados a la iglesia de San Antonio de Lugano. Algunas de sus pinturas religiosas con medias figuras, destinadas a la devoción privada, alcanzaron notable éxito y fueron muy copiadas por el taller, en el que pudo trabajar su hijo primogénito, Marco, muerto prematuramente (1704-1737), a quien se cita como retratista. Hacia 1740, su pintura, que había estado todavía influida por el naturalismo del siglo anterior, se abrió a las tendencias rococó, empleando una paleta más clara y descargada, según se advierte en telas como el San Lucas pintando a la Virgen de Zúrich, Kunsthaus, la Sacra Conversación del Museo cívico de bellas artes de Lugano, o la que es su última obra documentada: la Muerte de san José de la Colegiata de Sondrio, contratada en 1755.